# DocNoteFilms
DocNoteFilms – український продакшен, заснований у 2015 році. Компанія займається виробництвом документальних фільмів та соціальних промо-роликів на актуальні теми українського сьогодення.
«Ми – група професіоналів, майже бойових побратимів, що вирішили знімати сучасні українські реалії максимально чесно та відверто», – зазначено на офіційному сайті продакшену.
Студію заснували учасники українського неформального кінооб’єднання Вавилон'13 режисер Костянтин Кляцкін, оператор Павло Липа, креативний продюсер Сергій Малярчук.
У рамках Вавилон'13 засновниками студії було створено багато робіт, зокрема:
- Лист бійців АТО Путіну[2]
- Робокопи [Архівовано 20 березня 2020 у Wayback Machine.]
- Крим [Архівовано 19 листопада 2020 у Wayback Machine.]
- В степу

## Проєкти студії
Крим, як це було (2016) [Архівовано 26 лютого 2020 у Wayback Machine.]
Історія офіцерів, солдатів та матросів, які під час захоплення Криму не зрадили свою присягу на вірність народу України. Продовжуючи виконання свої військових обов`язків на землі, морі та в повітрі, безпосередні учасники розповідають про вторгнення та анексію українського Криму. Фільм був викладений у мережу у 2018 році.
Крихка Свобода (2018) [Архівовано 5 листопада 2019 у Wayback Machine.]
Короткометражний документальний фільм про людей, які були незаконно ув'язнені в підвалі приміщення колишньої Луганської ОДА, одразу ж після окупації регіону. П’ять колишніх полонених поділяться з глядачем своєю історією, в контексті сьогодення країни, від Революції Гідності до окупації Криму та східних регіонів України. Фільм викладений у відкритий доступ у червні 2019 року.
Дума про піхотинця. 1908-2018 [Архівовано 3 липня 2020 у Wayback Machine.]
У 1908 році була здійснена експедиція Філарета Колесси на Наддніпрянську Україну, ціллю якої було збереження традиційного кобзарського та лірницького репертуару. У відео поєднуються кадри сучасної хроніки бойових дій на Донбасі та запису голосу кобзаря зі збірки Колесси.
Фільму надала високу оцінку письменниця Забужко Оксана Стефанівна: «Ось вона - музика, яка ідеально пасує донецькому степові! Ідеально накладається звуковою доріжкою на всю його багатовікову криваво-чорну історію - аж до падіння ДАП, аж до сьогодні... Голос Донбасу. Голос фронтиру. Неймовірно».
Поліське. Післячуття / The Other Chornobyl (2019)
Короткометражний документальний фільм про давнє місто Поліське, яке потрапило в зону радіаційного забруднення і не було відселене протягом більш ніж 10 років після Чорнобильської аварії. Фільм вийшов до 33-ї річниці Чорнобильської катастрофи.
Крутий Заміс (2020-2022)
Документальний серіал, присвячений ветеранам, які після повернення з фронту відкрили свій власний бізнес. На сторінці серіалу автори зазначають: «Ми не ставимо жодних рамок і не цензуруємо зміст розмови, тому щоразу на глядачів чекатиме щось несподіване та цікаве – секрети успіху, курйозні історії з фронту, міркування про вічне і повсякденне, перчений гумор та ліричні роздуми».
Проєкт створено за підтримки Міністерство культури України. Прем'єра відбулася навесні 2020 на 5 каналі.
Зйомки другого сезону серіалу відбулися влітку 2020, монтаж завершено восени. У другому сезоні - 10 серій, він розповідає про ветеранів-підприємців з усієї України, зокрема, з Полтави, Рівного, Львова, Луцька, Харкова, Сум, Вінниці, Коломиї, Миколаєва, Одеси. 
Прем'єра відбулася взимку 2020/21.
Другий сезон створений за підтримки Українського Культурного Фонду. 
Третій сезон був знятий у 2021 році у Києві та Київській області. Головною особливістю стала участь у зйомках ветеранів з-за кордону (США, Канада, Велика Британія, Австралія, Італія). Прем'єра мала відбутися у лютому 2022, але війна змусила відкласти реліз на невизначений строк. 
Український флот. Столітня традиція (проєкт тимчасово призупинено)
Фільм розповідатиме історію від заснування і становлення українського флоту за часів Визвольних змагань 1917-1921 рр., відновлення ВМС України, «холодної війни» довкола Чорноморського флоту Радянського Союзу 1992-1996 рр. до анексії Криму та модернізації і реформування Військово-Морських Сил України в новій реальності гібридної війни.
Тизер проєкту [Архівовано 9 березня 2020 у Wayback Machine.] на YouTube.
Поліські Тенета (2021)
Повнометражна документальна стрічка розповідає про мешканців забрудненого після аварії на Чорнобильській АЕС міста Поліське, кинутих сам на сам з радіаційною загрозою. Радянська влада не тільки зробила все, аби стерти давню історію містечка, залишивши його без минулого – в результаті аварії комуністи забрали у Поліського і майбутнє. Забруднене місто не було відселене до 1993 року, а інформація про реальний стан справ контролювалася КДБ. Проєкт будується на оповідях свідків подій, мешканців Поліського та унікальних архівних кадрах.
Тюрма на Стрийській (2022)
Короткометражний документальний фільм про будівлю фізико-математичного факультету Дрогобицького Педагогічного Університету. Споруджена за часів Австро-Угорської імперії для повітового суду, вона тривалий час слугувала тюрмою та катівнею НКВС. Лише в незалежній Україні почала відкриватися правда про цю тюрму – завдяки свідченням містян були проведені кілька етапів археологічних досліджень. Фільм побудовано на розповідях істориків, дослідників, нащадків постраждалих від НКВС та архівних кадрах.
Освітяни. Канікули в окупації (2022)
Повнометражний документальний фільм, присвячений працівникам і працівницям освітніх закладів Київщини, частина з яких понад місяць були в окупації. Прем'єра відбулася 2.10.2022 у рамках Національного конкурсу фестивалю Kharkiv MeetDocs. 
Мистецтво в країні війни (2022)
25-серійний документальний проєкт, присвячений українським митцям, які залишилися в Україні під час повномасштабної російської агресії та продовжують творити. Серіал шукатиме відповідь на питання «Чи має своє місце мистецтво і митець у часи війни?», а герої розкажуть, як повернулися до творчості в нових реаліях та ділитимуться власними рефлексіями.
Прем'єра очікується в середині листопада.

## Статті
- «Крим. Як це було» Повнометражний документальний фільм [Архівовано 8 вересня 2019 у Wayback Machine.] - 23 лютого 2016
- DocNoteFilms. Щоденники сучасної України - 15 жовтня 2017
- У Португалії покажуть «Крим. Як це було» [Архівовано 20 лютого 2022 у Wayback Machine.] - 5 грудня 2017
- Фільм «Крим. Як це було» — спогади військових про анексію [Архівовано 20 жовтня 2020 у Wayback Machine.] - 28 січня 2018
- «КРИХКА СВОБОДА» — ФІЛЬМ ПРО ІСТОРІЇ ЗВИЧАЙНИХ УКРАЇНЦІВ У ПОЛОНІ - 3 листопада 2018
- У Харкові презентували фільм "Крихка свобода" про полонених в Луганській ОДА [Архівовано 4 березня 2022 у Wayback Machine.] - 21 грудня 2018
- Покинуте місто Поліське очима українських митців [Архівовано 1 жовтня 2020 у Wayback Machine.] - 24 квітня 2019
- Студія "DocNoteFilms" представила тизер майбутнього документального фільму "Український флот. Столітня традиція". ВІДЕО - 25 жовтня 2019
- Англомовна версія фільму «Крихка Свобода» про полонених «ЛНР» вже є у вільному доступі. Відео - 14 грудня 2019
- «Крутий заміс»: як ветерану стати бізнесменом [Архівовано 21 січня 2021 у Wayback Machine.] - 3 березня 2020
- З перченим солдатським гумором про бойові спогади та цивільне сьогодення – в Україні знімають серіал “Крутий Заміс” [Архівовано 15 січня 2021 у Wayback Machine.] - 4 лютого 2020
- Documentary “Crimea. As it Was” shows the very beginning of Russia’s occupation of the peninsula [Архівовано 22 березня 2020 у Wayback Machine.] - 19 березня 2020